# Senne (vattendrag)
Senne är en 103 km lång flod i Belgien. Den rinner upp i byn Naast och mynnar i Dyle vid Zennegat.
Historiskt var Senne Bryssels huvudsakliga vattenväg, men täcktes över med början den 13 februari 1867 eftersom den förde sjukdomar med sig. Idag syns den fortfarande i stadens utkanter, men i city flyter den under den inre ringvägen.

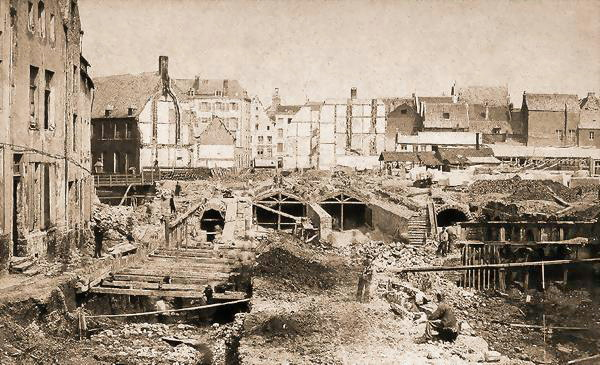
Täckningen av Senne 1867.